# Witold Kirszenstein

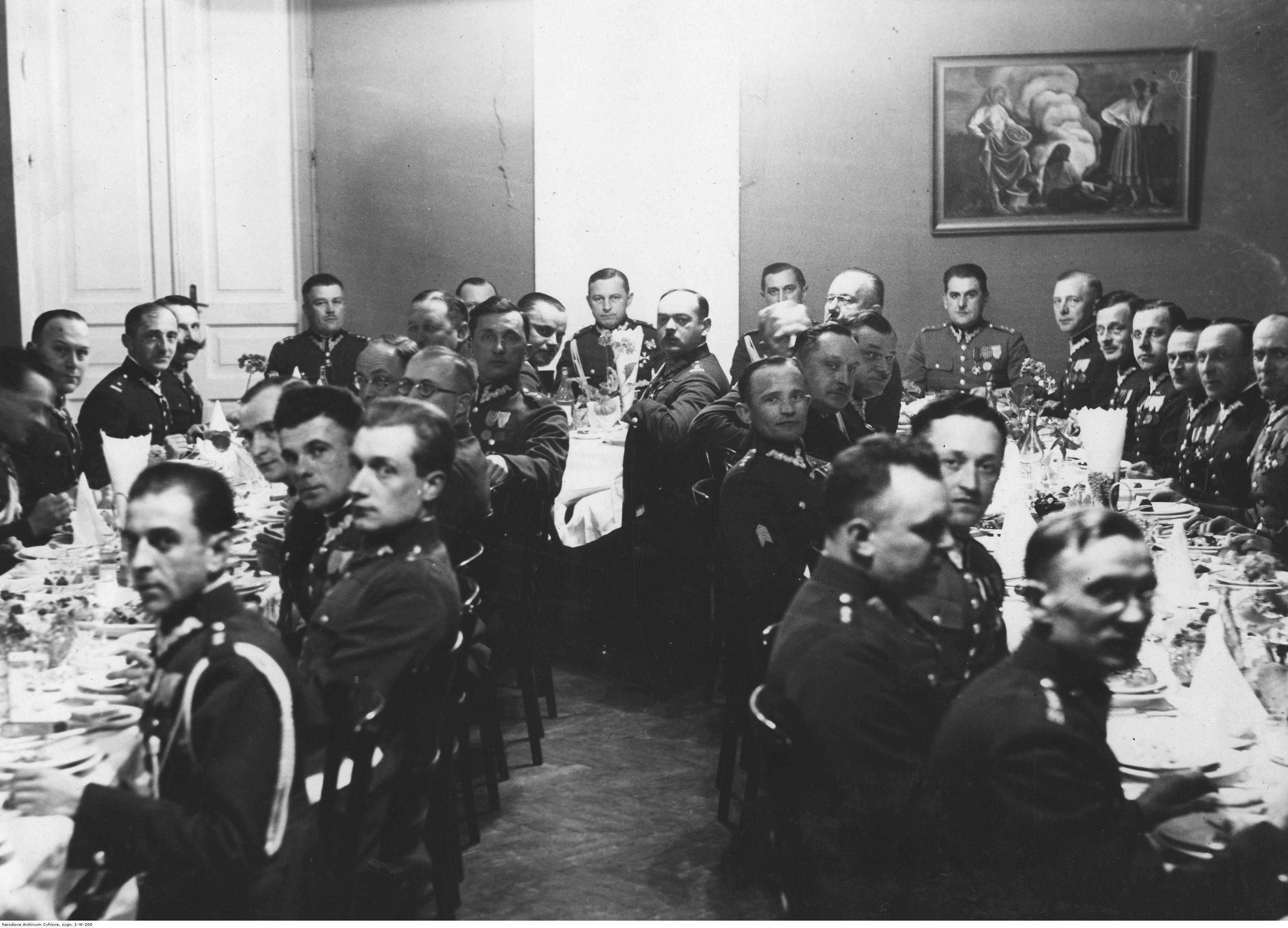
Pożegnanie szefa sztabu dowództwa KOP-u ppłk Witolda Kirszensteina (siedzi pod ścianą z prawej) w kasynie w 1932

Witold Stefan Kirszenstein (ur. 29 września 1891 w Warszawie, zm. 1965) – podpułkownik dyplomowany piechoty Wojska Polskiego, działacz niepodległościowy.

## Życiorys
Urodził się 29 września 1891 w Warszawie, ówczesnej stolicy Królestwa Polskiego i mieście gubernialnym, w rodzinie Stefana Ferdynanda (1858–1901) i Izabelli z Wilczyńskich (1870–1900). W 1901, po śmierci ojca, wyjechał do Rosji. W następnym roku ukończył pierwszą klasę gimnazjum w Bobrujsku. W latach 1903–1905 mieszkał w Rosławiu, gdzie ukończył czwartą klasę progimnazjum. Następnie przeprowadził się do Mohylewa, gdzie ukończył ośmioklasowe gimnazjum filologiczne. W 1909 rozpoczął studia na Wydziale Prawa Uniwersytetu Kijowskiego św. Włodzimierza. Z powodu ciężkich warunków materialnych w 1909 i 1911 zmuszony był wyjeżdżać do Szwajcarii, gdzie pracował jako nauczyciel prywatny.
1 października 1914 został powołany do armii rosyjskiej i skierowany do Pawłowskiej Szkoły Wojskowej w Petersburgu. 1 lutego 1915, po ukończeniu szkoły, został mianowany chorążym i przydzielony do 163 zapasowego pułku piechoty (ros. 163-й пехотный запасный полк). 
19 sierpnia 1920 roku został zatwierdzony z dniem 1 kwietnia 1920 roku w stopniu kapitana, w piechocie, „w grupie oficerów byłych Korpusów Wschodnich i byłej armii rosyjskiej”. Pełnił wówczas służbę w Oddziale IV Naczelnego Dowództwa. 1 czerwca 1921 roku pełnił służbę w Oddziale IIIa Biura Ścisłej Rady Wojennej w Warszawie, a jego oddziałem macierzystym był wówczas Oddział V Sztabu Generalnego. W latach 1921–1922 był słuchaczem Kursu Doszkolenia Wyższej Szkoły Wojennej w Warszawie. 3 maja 1922 roku zweryfikowany został w stopniu kapitana ze starszeństwem z dniem 1 czerwca 1919 roku i 179. lokatą w korpusie oficerów piechoty. Po ukończeniu kursu przydzielony został do Oddziału IV Sztabu Generalnego. W czasie siedmioletniej służby w Sztabie Generalnym pozostawał oficerem nadetatowym 55 pułku piechoty. 31 marca 1924 roku awansował na majora ze starszeństwem z dniem 1 lipca 1923 roku i 67. lokatą w korpusie oficerów piechoty. Z dniem 15 listopada 1924 roku przydzielony został do macierzystego pułku na stanowisko dowódcy III batalionu detaszowanego w Rawiczu. Latem 1929 roku wyznaczony został na stanowisko szefa sztabu Korpusu Ochrony Pogranicza w Warszawie. Na tym stanowisku awansował na podpułkownika ze starszeństwem z dniem 1 stycznia 1931 roku. Wiosną 1932 roku mianowany został zastępcą dowódcy 10 pułku piechoty w Łowiczu. W październiku 1935 został przeniesiony do Sztabu Głównego. Następnie na stanowisku I zastępcy dowódcy 65 pułku piechoty w Grudziądzu. W trzeciej dekadzie sierpnia 1939 roku, po przeprowadzeniu mobilizacji alarmowej, pozostał w pułku.
W kampanii wrześniowej 1939 roku dowodził 65 pułkiem piechoty. Na czele tego pułku walczył w bitwie nad Bzurą. 18 września 1939 roku w Ruszkach został ciężko ranny, po czym został odtransportowany do Kutna. W niemieckiej niewoli przebywał w Oflagu IX B Weilburg.
Był żonaty z Kazimierą z Maykowskich (1894–1977), z którą miał troje dzieci: Barbarę (ur. 1920), Andrzeja (ur. 1922) i Ewę (ur. 1929). Barbara ps. „Basia” w czasie okupacji niemieckiej i w powstaniu warszawskim była łączniczką w Oddziale „Dysk”.
Zmarł w 1965 i został pochowany na cmentarzu Czerniakowskim w Warszawie (sektor 4-A-8).

## Ordery i odznaczenia
- Krzyż Niepodległości – 4 listopada 1933 „za pracę w dziele odzyskania niepodległości”[20][21][4][22]
- Srebrny Krzyż Zasługi – 16 marca 1928 „za zasługi na polu organizacji wojska”[23][24]
- Krzyż Oficerski Orderu Orła Białego – 24 czerwca 1929[25]
- Medal Zwycięstwa[26]